# Celina guayaquilensis
Celina guayaquilensis är en skalbaggsart som beskrevs av Guignot 1953. Celina guayaquilensis ingår i släktet Celina och familjen dykare. Inga underarter finns listade i Catalogue of Life.